# James Brown Dougherty
James Brown Dougherty KCB KCVO PC (13 de noviembre de 1844 - 3 de enero de 1934) fue un clérigo norirlandés, académico, funcionario y político.
Nació en Garvagh, Condado de Londonderry, Irlanda del Norte, de Archibald Dougherty, Esq., M.R.C.S., un cirujano, y de Martha Dougherty (nacida Brown) de Garvagh. Fue educado en la Facultad Queen's College, Belfast, y en la Queens's University, Belfast (B.A. 1864 & M.A. 1865).
En 1880, se casó con Mary Donaldson (-1887), del Parque, Nottingham, con quien tuvo un hijo, John Gerald Dougherty 1883). En 1888, se casó con Elizabeth Todd, de Oaklands, Rathgar, Co. Dublín.
Ordenado pastor presbiteriano, fue profesor de lógica e inglés en la entonces Presbyterian Magee Universidad, Londonderry de 1879 a 1895. Sirvió como Comisionado Ayudante en la Comisión de Dotaciones Educativas de Irlanda (1885–92) y Comisionado de Educación de 1890 a 1895. En 1895,  es nombrado Ayudante subsecretario al Señor-Lugarteniente de Irlanda (Lord Houghton) y devino subsecretario para Irlanda en 1908. Fue nombrado en el S.M. Privy Council, y Diputado Keeper del Privy Seal en 1895. Devino un liberal MP para Londonderry Ciudad de 1914–18, sucediendo al Liberal David Cleghorn Hogg. Y fue sucedido por Eoin MacNeill de Sinn Féin en la elección general de 1918.

## Premios
Compañero del Baño (División Civil), 1900; Caballero Bachelor, 1902, Compañero del Orden victoriano Real, 1903; Comandante de Caballero del Baño (División Civil), 1910; Comandante de Caballero del Orden victoriano Real, 1911.